# 송찬도
송찬도(宋燦道, 일본식 이름: 中原燦道나카하라 산도, 中原祥博나카하라 요시히로, 1893년 11월 7일 ~ ?)는 일제강점기의 관료이다.

## 생애
강원도 평강군 출신으로 경성제일고등보통학교를 중퇴했다. 1920년부터 강원도와 경상남도에서 조선총독부 관리로 근무했다. 경상남도 지사관방에서 일하다가 총독부 군수로 승진하여 고성군 군수에 임명되었다.
고성군수로 근무하던 중 일본인 고관의 눈에 띄어 고위직에 올랐다. 조선총독부 총독관방 외사과 사무관으로 발탁되면서 펑톈에 주재하는 부영사에 임명되었으며, 총독부 직속 이민위원회 간사도 역임했다. 만주에서 외교관으로 일하며 주로 조선인의 만주 이주와 관련된 업무를 담당했다. 이후 내무부 학무과장 등 요직을 거쳤다.
두뇌가 명석하고 근면한데다 사교에도 능하다는 평이 남아 있고, 만주와 일본, 조선을 오가며 복잡한 시국 사안을 잘 처리하여 총독부의 신임을 받았다. 1938년에 잡지 《삼천리》에서는 촉망받는 조선인 관리로서 곧 도지사로 승진할 것이 틀림없다고 평하기도 했다.
태평양 전쟁 종전을 2년 앞둔 1943년에는 함경북도 참여관으로 영전했다. 일본 정부로부터 여러 차례 훈장을 받아 이 무렵 종5위 훈5등에 서위되어 있었다.
송찬도는 총독부 고위 관리를 지낸데다 종전 직전인 1945년 초까지도 국민동원총진회 등 관제 단체에서 활동하였으나, 종전 후 미군정이 시작된 뒤 계속 지도급 인사로 활동하였다. 1945년 10월에 《조선독립운동사》를 편찬하기 위한 발기인회에 참석했으며, 해외에서 귀국하는 교포를 후원하는 전재동포원호회라는 단체를 조직하고 만주에 있던 조선인의 귀국을 알선하기도 했다.
2002년 민족정기를 세우는 국회의원모임이 발표한 친일파 708인 명단 중 도 참여관과 조선총독부 사무관 부문에 수록되었고, 2008년 민족문제연구소가 정리한 친일인명사전 수록예정자 명단의 관료와 해외 부문, 2009년 친일반민족행위진상규명위원회가 발표한 친일반민족행위 705인 명단에 포함되었다.

## 참고 자료
- “總督府 及 各道 高官 人物評”. 《삼천리》 제10권 (제5호). 1938년 5월.